# Церковь Святого Георгия Победоносца (Карцаг)
Церковь Святого Георгия Победоносца (венг. Szent György Ortodox Templom, греч. Ιερός Ναός Αγίου Γεωργίου) — православный храм Венгерского экзархата Австрийской митрополии Константинопольского патриархата в городе Карцаге, в Венгрии. Храм включён в реестр охраняемых архитектурных объектов Венгрии.

## История
Храм был построен в 1794 году по проекту архитектора Каройа Рабла на средства потомков греческих переселенцев, проживающих в городе Карцаге. В 1811 году храм был украшен иконостасом по заказу Миклоша Янковича.
С 1950-х храм входил в состав Венгерского благочиния Московского патриархата, но в 1999 году бывший священник Венгерского благочиния Христофор Хоревтос, запрещённый в служении архиепископом Феофаном (Галинским) за крупные финансовые махинации, отторгнул три храма благочиния (Никольский храм в Сентеше, Георгиевская церковь в Карцаге и Троицкий храм в Кечкемете) в пользу Венгерского экзархата Константинопольского патриархата, в юрисдикцию которого был принят и сам. Данные действия происходили с ведома и при активном участии митрополита Михаила (Стаикоса), управляющего Венгерским экзархатом. В марте 2003 года Хоревтос был приговорён светским судом к лишению свободы сроком на шесть лет. В октябре 2003 года Будапештская епархия Московского Патриархата выиграла судебный процесс по делу о принадлежности Георгиевского храма в Карцаге.